# دوريان بروناي
دوريان بروناي (الاسم العلمي:Durio bruneiensis) هو نوع من النباتات يتبع جنس الدوريان من الفصيلة الخبازية.